# Adam Dunn
Adam Troy Dunn (Houston, 9 novembre 1979) è un ex giocatore di baseball statunitense, soprannominato A-Dunn.

## Carriera

### Inizi e Minor League
Dunn è stato un giocatore di football americano al college, occupava il ruolo di quarterback alla New Caney High School di New Caney, Texas.
Dopo il diploma della scuola superiore, i Cincinnati Reds hanno scelto Dunn nel secondo turno (complessivamente 50ª scelta assoluta) del Draft 1998 della Major League Baseball (MLB), schierandolo nella classe Rookie.
I Reds e Dunn hanno concordato un accordo che gli ha permesso di giocare a baseball nelle leghe minori durante l'estate e tornare ad Austin nel mese di agosto per prepararsi per il football.
Nel 1999 scelse di dedicarsi esclusivamente al baseball e venne schierato nella classe A, dopo giocò anche durante la stagione 2000.

### Major League

#### Cincinnati Reds

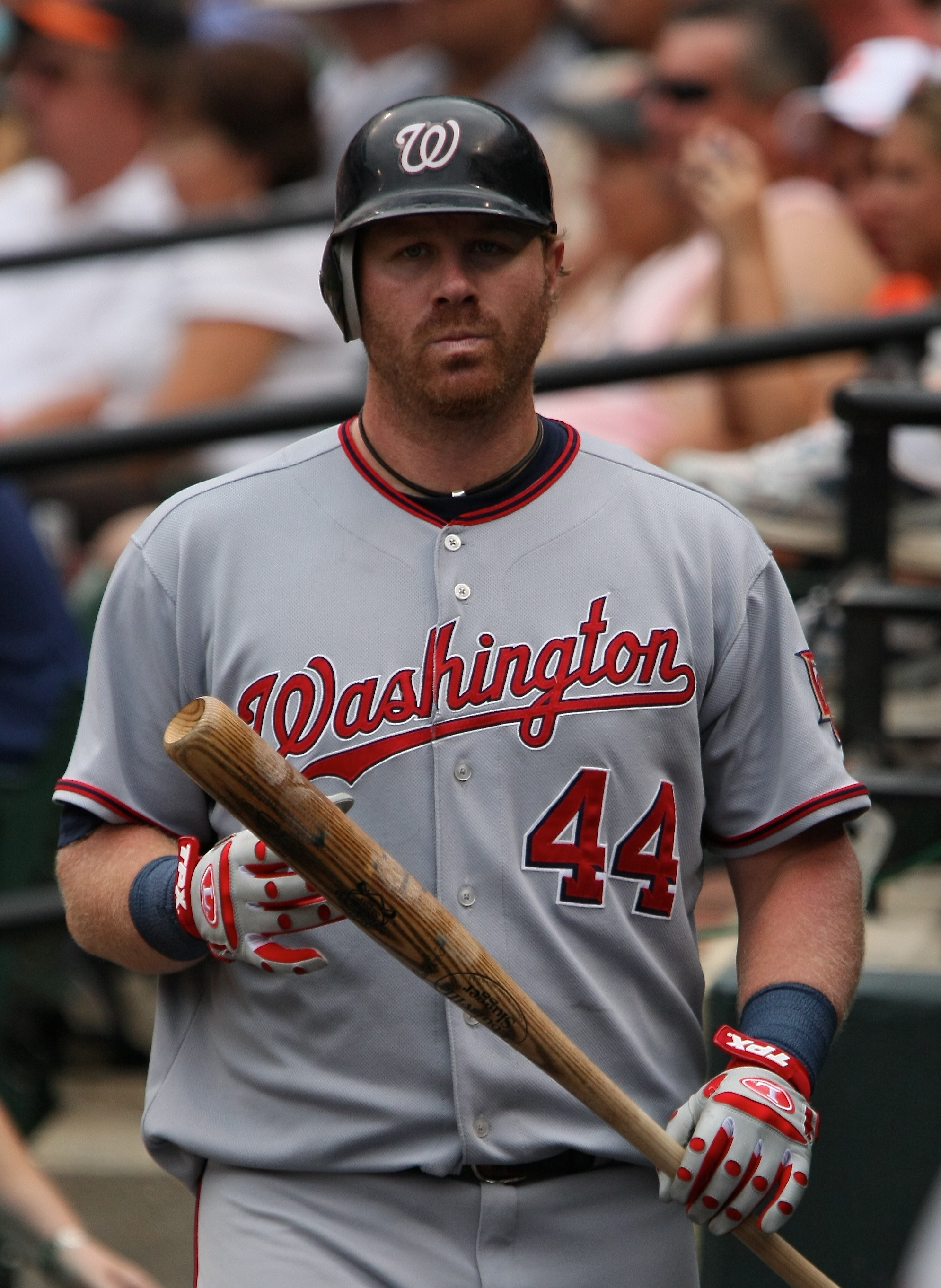
Dunn con i Nationals nel 2009

Dunn ha fatto il suo debutto nella Major League il 20 luglio 2001, al Pro Player Stadium di Miami Gardens contro i Florida Marlins, stabilendo un record per un rookie nella National League per il maggior numero di fuoricampo eseguiti in un mese, colpendone ben 12 nel mese d'agosto. Concluse la stagione con 66 partite disputate nella MLB e 94 nella minor league, di cui 39 nella Doppia-A e 55 nella Tripla-A.
Nel 2002 Adam Dunn ha avuto raggiunto il record personale di 128 punti segnati e. 400 di media arrivi in base. Nello stesso anno, è stato selezionato per la squadra della National League all'All-Star Game.
La stagione più produttiva per Dunn è stata il 2004, quando ha ottenuto le migliori prestazioni in carriera per media battuta (.266), fuoricampo (46), punti segnati (105), media bombardieri (.569) e ha avuto i massimi in carriera in media battuta (0,266), HomeRun (46), Run (105), media bombardieri (0,569) e OPS (0,957).
Il 30 settembre 2004 Dunn ancora una volta ha inserito il suo nome nel libro dei record della Major League Baseball, non in maniera positiva però. Dunn ha subito 195 strikeout in una sola stagione, superando Bobby Bonds in questo record negativo. Il precedente primato era di 189 strikeout stagionali, fissato nel 1970. Ha detenuto il record fino a quando Ryan Howard lo ha superato il 27 settembre 2007.
Dunn con i suoi 46 fuoricampo nella stagione 2004, ha avuto la quarta miglior prestazione nella storia dei Cincinnati Reds. Dopo il seconda base Joe Morgan, già inserito nella Hall of Fame, è diventato il secondo giocatore nella storia dei Reds a segnare 100 punti in una sola stagione.
Dunn si ripet+ l'anno successivo diventandol'unico giocatore nella storia dei Reds a farlo più di una volta.
Nel 2004, 2005 e 2006 è stato messo strikeout il 34,3%, nel 2005 il 30,9% e nel 2006 il 34,6%. In ognuna di tali stagioni, la sua è stata la più alta percentuale di strikeout nella Major League Baseball. Nel 2008 è andato strikeout il 31,7% delle volte.
Il 31 ottobre 2007 Dunn ha firmato un'estensione di 13 milioni di dollari che lo ha reso il giocatore più pagato della squadra.
Il 29 giugno 2008 Dunn ha vinto l'Ohio Cup MVP quando ha battuto 6 su 20 nella serie da sei partite, con 5 fuoricampo.
L'11 agosto 2008, Dunn è stato ceduto agli Arizona Diamondbacks.
Nel 2008 ha ricevuto la base ball il 19,1% delle volte, la percentuale più alta in Major League, ma andando anche 164 volte strikeout in 651 apparizioni al piatto.

#### Arizona Diamondbacks
In difesa, ha avuto la più bassa media difesa tra tutti gli esterni sinistri partenti della Major League (.968) ed ha commesso più errori (7) di qualsiasi esterno sinistro della Nationa League.
Chiuse la stagione comunque con 40 fuoricampo, 122 valide e 79 punti battuti a casa.

#### Washington Nationals
L'11 febbraio 2009, Dunn ha accettato un contratto per due anni e 20 milioni di dollari i Washington Nationals.
Il 4 luglio 2009 ha colpito il 300° fuoricampo in carriera.
Chiuse la stagione 2009 con 38 fuoricampo, 105 punti battuti a casa, 146 valide e 81 punti segnati.
Nella stagione dopo, concluse con 38 fuoricampo, 145 valide, 103 punti battuti a casa e 85 punti segnati.

#### Chicago White Sox
Il 2 dicembre 2010, Dunn ha accettato un contratto di quattro anni, per 56 milioni di dollari con i Chicago White Sox.

#### Oakland Athletics e ritiro
Il 31 agosto 2014, gli White Sox scambiarono Dunn più una somma in denaro con gli Oakland Athletics per il giocatore di minor league Nolan Sanburn. Qualche ora dopo, Dunn manifestò la sua volontà di ritirarsi al termine della stagione. Dunn confermò il ritiro dopo la sconfitta degli Athletics durante il Wild Card Game 2014 avvenuta il 30 settembre, e venne svincolato dalla franchigia il 9 ottobre.

## Internazionale
Il 1 ° marzo 2009 Dunn si è unito alla nazionale di baseball degli Stati Uniti d'America per il World Baseball Classic 2009, su richiesta tardiva del coach Davey Johnson.
Il 7 marzo 2009 debuttò al primo turno contro la nazionale di baseball del Canada a Toronto.

## Palmarès

### Individuale
- MLB All-Star: 2

2002, 2012
- Giocatore del mese della National League: 1

(luglio 2005)
- Giocatore della settimana della National League: 2

(12 maggio 2002, 17 giugno 2007)